# Liemar
Liemar († 16. Mai 1101 in Bremen) war Erzbischof von Bremen und Hamburg von 1072 bis 1101.
Liemar entstammte einem bayrischen Ministerialengeschlecht. Zu Pfingsten 1072 ernannte König Heinrich IV. Liemar zum Nachfolger des zwei Monate zuvor gestorbenen Erzbischofs Adalbert. Das Pallium verlieh ihm Papst Alexander II.
Liemar verfolgte wie sein Vorgänger Adalbert eine an den Interessen des Reichs angelehnte Politik. Während des Sachsenkriegs und des Investiturstreits stand er an der Seite König Heinrich IV., wofür er vom Papst Gregor VII. abgesetzt und exkommuniziert wurde. Während seines Reichsdienstes zog Liemar sechs Mal über die Alpen und nahm mit Heinrich IV. am Gang nach Canossa teil.
In seiner Amtszeit als Erzbischof ließ er den Bremer Dombezirk mit einem vallo firmissimo (‚starken Wall‘) befestigen, durch seine seltene Anwesenheit litt jedoch die territoriale Entwicklung des Stifts insgesamt – so war er in den 29 Jahren seiner Amtszeit nur 11 Jahre in Bremen, während der ersten 13 Jahre seiner Amtszeit sogar nur zwei Jahre. 1088 geriet Liemar bei einem Überfall auf das Lager des Kaisers bei der Burg Gleichen in die Hand Ekberts von Meißen. Er konnte sich nur gegen die Zahlung von 300 Mark Silber und der Überlassung der bremischen Stiftsvogtei freikaufen. Die Stiftsvogtei gelangte dann in die Hand der Grafen von Stade, der sächsischen Gegner des Erzbistums. Erst nach Liemars Tod konnte 1103 der dänische König Erik Ejegod mit einer zweiten Italienreise die Einrichtung des Erzbistums Lund erwirken, der Liemar und sein Vorgänger Adalbert entgegengetreten waren. Erst Liemars Nachfolger Humbert musste 1104 die drastische Verkleinerung des Bremer Zuständigkeitsgebietes hinnehmen.
Der Chronist Adam von Bremen widmete seine Hamburgische Kirchengeschichte dem Erzbischof Liemar.